# راكان النصف
راكان يوسف حمود النصف، نائب سابق في مجلس الأمة الكويتي شارك في انتخابات مجلس الأمة الكويتي 2013 عن الدائرة الثانية وحاصل على مجموع 2,527 صوت محتلا المركز الثالث في أول انتخابات يخوضها كمرشح. كذلك، خاض انتخابات مجلس الأمة الكويتي 2016 عن الدائرة الثانية وحاصل على مجموع 1,888 صوت محتلا المركز الثامن. حاصل على البكالوريوس في العلوم الإدارية تخصص تمويل من جامعة الكويت ويعمل في الأعمال الحرة وهو عضو مجلس إدارة الجمعية الكويتية للدفاع عن المال العام وعضو مجلس إدارة الجمعية الكويتية لحقوق الإنسان سابقاً. وفي آخر جلسة لمجلس الأمة الكويتي 2016 أعلن راكان بأنهُ لن يترشح مُجددًا لانتخابات مجلس الأمة حيثُ ذكر «هذه الجلسة الأخيرة لي في المجلس، ولن أترشح للمجلس القادم، وأود أن أشكر كل شريف منحني ثقته، ومن أعفاني من تحمل المسؤولية»

## عضوية اللجان
لجان مجلس الأمة التي شارك بها:
- لجنة الرد على الخطاب الأميري
- لجنة الشؤون المالية والاقتصادية
- لجنة المرافق العامة

## خبرات المهنية
- ضابط استثمار
- شركة الدار لإدارة الأصول المالية 2004 - 2005
- محلل مالي - شركة مينا العقارية 2005 - 2007
- متداول أول - شركة الساحل للتنمية والاستثمار 2007 - 2011

## خبرات الطلابية
- خريج كلية العلوم الإدارية بجامعة الكويت تخصص تمويل 2003
- رئيس رابطة طلبة كلية العلوم الإدارية بجامعة الكويت 2000 - 2001
- منسق عام القائمة المستقلة بجامعة الكويت 2001 - 2002

## أبرز مواقفه في مجلس الامة
| استجواب الوزيرة هند الصبيح (يناير 2018)                  | ضد الاستجواب |
| استجواب الوزير بخيت الرشيدي (2018)                       | ضد الاستجواب |
| استجواب الوزيرة هند الصبيح (مايو 2018)                   | ضد الاستجواب |
| استجواب الوزير خالد الروضان (2019)                       | ضد الاستجواب |
| استجواب الوزير محمد الجبري (2019)                        | مع الاستجواب |
| استجواب الوزير نايف الحجرف (2019)                        | ضد الاستجواب |
| استجواب الوزير براك الشيتان (2020)                       | مع الاستجواب |
| استجواب الوزير أنس الصالح (أغسطس 2020)                   | ضد الاستجواب |
| استجواب الوزير سعود هلال الحربي (أغسطس 2020)             | ضد الاستجواب |
| استجواب الوزير سعود هلال الحربي (سبتمبر 2020)            | ضد الاستجواب |
| استجواب الوزير أنس الصالح (سبتمبر 2020)                  | ضد الاستجواب |
| تصويت فتح باب ما يستجد من أعمال (تعديل النظام الانتخابي) | غير موجود    |